# Love Comes Quickly
«Love Comes Quickly» (с англ. — «Любовь приходит быстро») — песня британской поп-группы Pet Shop Boys. Она была написана в 1984 г., дебютировала в 1985 г. на шоу «The Top Of The Pops» и в 1986 г. была выпущена синглом, который, вопреки ожиданиям группы, не повторил успеха «West End Girls», достигнув 19-го места в британском музыкальном чарте и 62-го в американском Billboard Hot 100.

## Список композиций

### 7" Parlophone / R 6116 (UK)
A. «Love Comes Quickly» (4:18)
B. «That's My Impression» (4:45)

### 12" Parlophone / 12 R 6116 (UK)
A. «Love Comes Quickly» (Dance Mix) (6:50)
B. «That's My Impression» (Disco Mix) (5:18)

### 12" Capitol / V-19218 (US)
A1. «Love Comes Quickly» (Shep Pettibone Mastermix) (7:34)
A2. «Love Comes Quickly» (Dub) (6:55)
B1. «Love Comes Quickly» (Dance Mix) (6:50)
B2. «That's My Impression» (Disco Mix) (5:18)

## Высшие позиции в чартах
| Страна, чарт                   | Высшая позиция |
| ------------------------------ | -------------- |
| Ирландия                       | 13             |
| Германия                       | 17             |
| Великобритания                 | 19             |
| Швейцария                      | 24             |
| Италия                         | 30             |
| США                            | 62             |
| США (чарт Hot Dance Club Play) | 10             |